# Saison 1 de Drag Race México
La première saison de Drag Race México est diffusée pour la première fois le 22 juin 2023 sur MTV et Paramount+ au Mexique et en Amérique latine et sur WOW Presents Plus à l'international.
La création d'une version mexicaine de RuPaul's Drag Race est annoncée le 8 août 2022. Les juges principaux sont Lolita Banana et Valentina. Le casting est composé de onze candidates et est annoncé le 24 mai 2023 sur les réseaux sociaux.
La gagnante de la saison reçoit 550 000 pesos et un an d'approvisionnement de maquillage chez Anastasia Beverly Hills.
La gagnante de la saison est Cristian Peralta, avec Gala Varo, Matraka et Regina Voce comme secondes.

## Candidates
Les candidates de la première saison de Drag Race México sont :
(Les noms et âges donnés sont ceux annoncés au moment de la compétition.)
| Candidate        | Âge | Résidence                        | Classement  |
| ---------------- | --- | -------------------------------- | ----------- |
| Cristian Peralta | 36  | Guadalajara, Jalisco             | Gagnante    |
| Gala Varo        | 33  | Morelia, Michoacán               | Secondes    |
| Matraka          | 24  | Léon, Guanajuato                 | Secondes    |
| Regina Voce      | 41  | Ville de Mexico, Mexico          | Secondes    |
| Lady Kero        | 33  | Ocotlán de Morelos, Oaxaca       | 5ème place  |
| Margaret Y Ya    | 28  | Ville de Mexico, Mexico          | 6ème place  |
| Argennis         | 26  | Ciudad Juárez, Chihuahua         | 7ème place  |
| Serena Morena    | 34  | Aguascalientes, Aguascalientes   | 8ème place  |
| Pixie Pixie      | 32  | Ville de Mexico, Mexico          | 9ème place  |
| Vermelha Noir    | 24  | Santiago de Querétaro, Querétaro | 10ème place |
| Miss Vallarta    | 25  | Puerto Vallarta, Jalisco         | 11ème place |

## Progression des candidates
|            |                  | Épisode | Épisode | Épisode | Épisode | Épisode | Épisode | Épisode | Épisode | Épisode | Épisode | Épisode | Épisode  |
| 1          | 2                | 3       | 4       | 5       | 6       | 7       | 8       | 9       | 10      | 11      | 12      |         |          |
| ---------- | ---------------- | ------- | ------- | ------- | ------- | ------- | ------- | ------- | ------- | ------- | ------- | ------- | -------- |
| Candidates | Cristian Peralta | WIN     | HIGH    | HIGH    | WIN     | SAFE    | WIN     | LOW     | HIGH    | WIN     | WIN     | INVITÉE | GAGNANTE |
| Candidates | Gala Varo        | SAFE    | SAFE    | SAFE    | HIGH    | WIN     | BTM2    | HIGH    | TOP2    | BTM2    | HIGH    | INVITÉE | SECONDE  |
| Candidates | Matraka          | HIGH    | SAFE    | SAFE    | SAFE    | WIN     | HIGH    | WIN     | WIN     | LOW     | BTM2    | INVITÉE | SECONDE  |
| Candidates | Regina Voce      | SAFE    | SAFE    | WIN     | HIGH    | SAFE    | SAFE    | HIGH    | HIGH    | HIGH    | BTM2    | INVITÉE | SECONDE  |
| Candidates | Lady Kero        | HIGH    | SAFE    | SAFE    | SAFE    | LOW     | HIGH    | BTM2    | HIGH    | ELIM    |         | MISS S. | INVITÉE  |
| Candidates | Margaret Y Ya    | LOW     | HIGH    | LOW     | SAFE    | HIGH    | LOW     | ELIM    |         |         |         | INVITÉE | INVITÉE  |
| Candidates | Argennis         | SAFE    | WIN     | HIGH    | BTM2    | BTM2    | ELIM    |         |         |         |         | INVITÉE | INVITÉE  |
| Candidates | Serena Morena    | SAFE    | BTM2    | BTM2    | LOW     | ELIM    |         |         |         |         |         | INVITÉE | INVITÉE  |
| Candidates | Pixie Pixie      | SAFE    | SAFE    | SAFE    | ELIM    |         |         |         |         |         |         | INVITÉE | INVITÉE  |
| Candidates | Vermelha Noir    | BTM2    | LOW     | ELIM    |         |         |         |         |         |         |         | INVITÉE | INVITÉE  |
| Candidates | Miss Vallarta    | BTM2    | ELIM    |         |         |         |         |         |         |         |         | INVITÉE | INVITÉE  |

 La candidate a gagné Drag Race México.
 La candidate a fini seconde.
 La candidate a été élue Miss Sympathie .
 La candidate a gagné le défi.
 La candidate a été une des deux meilleures candidates de la semaine mais n'a pas gagné le lip-sync.
 La candidate a reçu des critiques positives des juges et a été déclarée sauve.
 La candidate a été déclarée sauve.
 La candidate a reçu des critiques négatives des juges mais a été déclarée sauve.
 La candidate a été en danger d'élimination.
 La candidate a été éliminée.

## Lip-syncs
| Épisode | Candidate                                                  | vs.                                                        | Candidate                                                  | Chanson                        | Artiste          | Candidate éliminée            |
| ------- | ---------------------------------------------------------- | ---------------------------------------------------------- | ---------------------------------------------------------- | ------------------------------ | ---------------- | ----------------------------- |
| 1       | Miss Vallarta                                              | vs.                                                        | Vermelha Noir                                              | En la oscuridad                | Belinda          | Aucune                        |
| 2       | Miss Vallarta                                              | vs.                                                        | Serena Morena                                              | Mírala, míralo                 | Alejandra Guzmán | Miss Vallarta                 |
| 3       | Serena Morena                                              | vs.                                                        | Vermelha Noir                                              | XT4S1S                         | Danna Paola      | Vermelha Noir                 |
| 4       | Argennis                                                   | vs.                                                        | Pixie Pixie                                                | Mío                            | Paulina Rubio    | Pixie Pixie                   |
| 5       | Argennis                                                   | vs.                                                        | Serena Morena                                              | Amor prohibido                 | Selena           | Serena Morena                 |
| 6       | Argennis                                                   | vs.                                                        | Gala Varo                                                  | Ábranse perras                 | Gloria Trevi     | Argennis                      |
| 7       | Lady Kero                                                  | vs.                                                        | Margaret Y Ya                                              | Quítame ese hombre del corazón | Pilar Montenegro | Margaret Y Ya                 |
| Épisode | Candidate                                                  | vs.                                                        | Candidate                                                  | Chanson                        | Artiste          | Gagnante                      |
| 8       | Gala Varo                                                  | vs.                                                        | Matraka                                                    | Bizcochito                     | Rosalía          | Matraka                       |
| Épisode | Candidate                                                  | vs.                                                        | Candidate                                                  | Chanson                        | Artiste          | Candidate éliminée            |
| 9       | Gala Varo                                                  | vs.                                                        | Lady Kero                                                  | De mí enamórate                | Daniela Romo     | Lady Kero                     |
| 10      | Regina Voce                                                | vs.                                                        | Matraka                                                    | El bombón asesino              | Ninel Conde      | Aucune                        |
| Épisode | Candidate                                                  | vs.                                                        | Candidate                                                  | Chanson                        | Artiste          | Gagnante                      |
| 12      | Cristian Peralta vs. Gala Varo vs. Matraka vs. Regina Voce | Cristian Peralta vs. Gala Varo vs. Matraka vs. Regina Voce | Cristian Peralta vs. Gala Varo vs. Matraka vs. Regina Voce | Él me mintió                   | Amanda Miguel    | Gala Varo Matraka Regina Voce |

 La candidate a gagné le lip-sync et est la meilleure candidate de l'épisode.
 La candidate a été éliminée après sa première fois en danger d'élimination.
 La candidate a été éliminée après sa deuxième fois en danger d'élimination.
 La candidate a été éliminée après sa troisième fois en danger d'élimination.
 La candidate a été éliminée lors du lip-sync final.